# Montana (Wisconsin)
Montana – miasto w Stanach Zjednoczonych, w stanie Wisconsin, w hrabstwie Buffalo.